# Niggaz4life
Niggaz4life (noto anche come Efil4zaggin per la stilizzazione specchiata sulla cover dell'album) è il secondo album in studio del gruppo musicale statunitense N.W.A, pubblicato il 4 giugno 1991 dalla Ruthless Records e dalla Priority Records.

## Il disco
Uscito in seguito all'abbandono di Ice Cube dal gruppo e prodotto da Dr. Dre, Niggaz4life si dimostra un successo nel campo del west coast rap, salendo alla prima posizione della Billboard 200, ma nonostante questo, prima dell'estate del 1991 il gruppo si scoglie a causa di una grave lite fra Dr. Dre e Eazy-E.
Nell'album, dai toni cupi e spettrali, troviamo esempio nei brani Approach to Danger o i brani della Motherfuking Saga è completamente diverso dal precedente successo Straight outta Compton che scalò le classifiche dell'Hip Hop in tutto il mondo.
Nel 2003 l'album è stato ristampato in due formati: entrambi contengono anche l'EP 100 Miles and Runnin', ma solo una delle due versioni comprende anche un secondo disco DVD con performance live del gruppo.

## Tracce
1. Prelude (featuring Above the Law) (Dr. Dre/MC Ren) – 2:27
2. Real Niggaz Don't Die (Dr. Dre/Eazy-E/MC Ren) – 3:40
3. Niggaz 4 Life (Eazy-E/Dr. Dre/MC Ren) – 4:58
4. Protest – 0:53
5. Appetite for Destruction (EazyE/Dr. Dre/MC Ren) – 3:22
6. Don't Drink That Wine – 1:07
7. Alwayz into Somethin' (featuring Admiral D) (Dr. Dre/MC Ren) – 4:25
8. Message to B.A. (dissing Ice Cube) – 0:48
9. Real Niggaz (dissing Ice Cube)(Dr. Dre/Eazy-E/MC Ren) – 4:27 (Originally on 100 Miles and Runnin')
10. To Kill a Hooker – 0:50
11. One Less Bitch (MC Ren/Dr. Dre) – 4:47
12. Findum, Fuckum, and Flee (Dr. Dre/Eazy-E/MC Ren) – 3:55
13. Automobile (Eazy-E/Dr. Dre) – 3:15
14. She Swallowed It (MC Ren) – 4:13
15. I'd Rather Fuck You (featuring Capital Punishment Organization|CPO) (Eazy-E) – 3:57
16. Approach to Danger (Dr. Dre/MC Ren/Eazy-E) – 2:45
17. 1-900-2-Compton – 1:27
18. The Dayz of Wayback (featuring Admiral D) (Dr. Dre/MC Ren) – 4:15